# Аржаковская, Людмила Васильевна
Людмила Васильевна Аржаковская (Пустой шаблон {{ВД-Преамбула}} ) — советская гребчиха. Мастер спорта СССР (1972).
Академической греблей начала заниматься в 1959 году. Представляла спортивное общество «Динамо». (Ленинград). Занималась под руководством тренера В. В. Калегиной.
На уровне чемпионата СССР дважды завоёвывала золото в качестве рулевой в четвёрке парной (1972, 1973), а также серебро на турнирах 1970, 1971 и 1974 годов.
С 1969 по 1975 год входила в состав сборной СССР. Серебряный призёр чемпионатов Европы 1971 и 1972 годов в составе парной четвёрки с рулевой, бронзовый призёр чемпионата Европы 1973 года.
Окончила ГДОИФК им. П. Ф. Лесгафта (1969). Являлась инструктором ленинградского общества «Динамо» (с 1969 года).